# Верона (Њу Џерзи)
Верона (енгл. Verona) град је у америчкој савезној држави Њу Џерзи.

## Демографија
По попису из 2000. године број становника је 13.533.
| Група             | 2000.          | 2010.    |
| Белци             | 12.260 (90,6%) | 0 (0,0%) |
| Афроамериканци    | 207 (1,5%)     | 0 (0,0%) |
| Азијати           | 462 (3,4%)     | 0 (0,0%) |
| Хиспаноамериканци | 467 (3,5%)     | 0 (0,0%) |
| Укупно            | 13.533         | 0        |